# Dekanaty Kościoła greckokatolickiego w Polsce
W związku z ustanowieniem w dniem 25 listopada 2020 przez Papieża Franciszka nowej eparchii olsztyńsko-gdańskiej, utworzony też nowy dekanat, legnicki.

## Historia
Od 2017 w Polsce w 2 greckokatolickich eparchiach istniało 13 dekanatów.
| (archi)eparchia        | liczba dekanatów |
| ---------------------- | ---------------- |
| przemysko-warszawska   | 4                |
| olsztyńsko-gdańska     | 3                |
| wrocławsko-koszalińska | 7                |

## Skróty nazw (archi)diecezji
PWA – przemysko-warszawska, OGD – olsztyńsko-gdańska, WKD – wrocławsko-koszalińska

## Spis dekanatów
Poniższa lista zawiera wykaz polskich dekanatów ułożonych w kolejności alfabetycznej.
1. Elbląg (OGD)
2. Katowice (WKD)
3. Koszalin (WKD)
4. Kraków-Krynica (PWA)
5. Legnica (WKD)
6. Olsztyn (OGD)
7. Poznań (WKD)
8. Przemyski (PWA)
9. Sanok (PWA)
10. Słupsk (WKD)
11. Warszawa-Lublin (PWA)
12. Wrocław (WKD)
13. Węgorzewo (OGD)
14. Zielona Góra (WKD)